# Царі (поема)
«Царі» («Старенька сестро Аполлона») — поема Тараса Шевченка, написана поетом у 1848 році під час Аральської описової експедиції.

## Датування
Поема «Царі» датується за місцем автографа у «Малій книжці» серед творів 1848 року та часом перебування Тараса Шевченка разом з Аральською описовою експедицією на острові Косарал восени і взимку 1848 року, орієнтовно: кінець вересня — грудень 1848-го, Косарал.

## Сюжет
В редакції 1848 року твір має переважно антиклерикальну ідейну спрямованість: Шевченко прагнув розвінчати «святих» царів, використавши постаті біблійного царя Давида і руського князя Володимира Святославича.
В редакції поеми 1858 року Шевченко загострив антимонархічну тенденцію. Найбільше змін зазнали всуп (фактично його написано заново) і кінцівка. Проте первісна спрямованість сатири проти «святих» чи «освячених» царів виразно відчутна і в редакції поеми 1858 року.
Вступ до поеми 1848 року має самостійне мистецьке значення і є для літературознавців цікавим історико-літературним явищем. Визначаючи ідейно-художню мету твору, він водночас парадіює й висьміює тогочасну епігонську клацистичну ідилічну та одичну поезію, зокрема модні в ній жанри епопеї та оди.
В епілозі поеми, звертаючись до Музи, Шевченко проголосив своє двоєдине, політичне і літературне, кредо:
| Ліві лапки | Бодай кати їх постинали, Отих царів, катів людських… | Праві лапки |

Поетам-лакеям, які «ревносно» люблячи царів, плазують «коло трона» і заробляють на «намистечко» своїй продажній Музі, він пророкував творчий крах:
| Ліві лапки | Бо де нема святої волі, не буде там добра ніколи» | Праві лапки |

Своєрідним продовженням мотивів поеми «Царі» є Шевченкові вірші «Колись то ще, во время оно» і «Саул», образи яких поповнюють галерею «праведних» царів.

## Автограф
Первісний автограф не відомий. Після повернення Аральської описової експедиції до Оренбурга, орієнтовно наприкінці 1849 року (не раніше 1 листопада) або на початку 1850 року (не пізніше дня арешту поета — 23 квітня), Шевченко переписав поему до другого зшитка за 1848 рік під № 6 — 9 і 11 як низку окремих віршів між поезією «Та не дай, Господи, нікому...» і «Буває, в неволі іноді згадаю...». Під № 10 — автограф вірша «Добро, у кого є господа...». Ймовірно, спочатку було тільки чотири вірші, а вірш «Бодай кати їх постинали...» написано пізніше. Автограф третьої частини (№ 8) має дарчий напис і дату: «Федору Чельцову (И. Рогожину) на память 16 августа 1857». Це свідчить, що автограф написано в Астрахані, де на кілька днів Шевченко зупинився по дорозі з заслання, і подаровано флотському лікареві Ф. І. Чельцову, з яким поет познайомився у Києві. 16 та 17 серпня 1857 року Чельцов зробив записи у щоденнику Шевченка. У 1860 року поет подарував йому «Кобзар» з дарчим написом. Автограф написано на звороті карантинного посвідчення, виданого поетові про те, що на півострові Мангишлак, на якому Шевченко відбував заслання останніх сім років, епідемічних захворювань немає. Текст автографа в основному відбиває редакцію твору в «Малій книжці», хоч і має деякі відміни. До «Більшої книжки» переписано як один твір із вступом і п'ятьма частинами, орієнтовно 19—25 березня у Москві. Текст зазнав суттєвої переробки: твір став меншим на 54 рядки, вступ і п'ята частина обрамлюють окремі сюжети і надають їм композиційної єдності.
З «Малої книжки» твір переписано до рукописної збірки невідомою особою з окремими, за свідченням О. Я. Кониського, виправленнями кінця 1850-х років, що належала Л. М. Жемчужникову і тепер не відома (ЗНТШ. — 1901. — Кн. 1. — С. 21 — 22). У деяких рядках список у цій збірці, як свідчать наведені О. Я. Кониським варіанти, мав різночитання проти тексту «Малої книжки» (рядки 41, 43, 48, 54 й інші).

## Видання
Вперше було надруковано третю частину поеми («І поживе Давид на світі…») в перекладі польською мовою Л. Совінського в газеті «Kurjer Wileński» (1860. — № 67) з посвятою «Федору Івановичу Чельцову». Весь твір вперше надруковано за «Більшою книжкою» з контамінацією останніх п'яти рядків першого вірша з «Малої книжки» у виданні: «Шевченко Т. Г. Кобзар з додатком споминок про Шевченка Костомарова і Микешина» (Прага, 1876. — Т. 2. — С. 248—256). У першодруці твір одержав редакційну назву «Царі» й відтоді, за традицією, подається під цією назвою.